# Bollate Baseball Club
Il Bollate Baseball Club è la squadra di baseball di Bollate (Milano) che partecipa al campionato di Serie A federale. Vanta sei presenze in Serie A1 dal 1986 e cioè da quando il campionato italiano di baseball è strutturato con i play-off.

## Storia
Nel 1959 un gruppo di appassionati di Bollate dà vita alla società che ha come primo presidente il dott. Fedriga. Nel 2021 il club viene ammesso nella nuova Serie A, ma rinuncia a partecipare poco prima dell'inizio del campionato.

## Cronistoria
Elenco presenze in Serie A dal 1986:
| 86 | 87 | 88 | 89 | 90 | 91 | 92  |
| -- | -- | -- | -- | -- | -- | --- |
| 5A | 5B | 6A | -  | 6A | 5B | 10B |

## Palmarès
- 2003: vincitore della Coppa Italia di Serie A2[7]